# Leichtathletik-Europameisterschaften 2022/Hammerwurf der Frauen

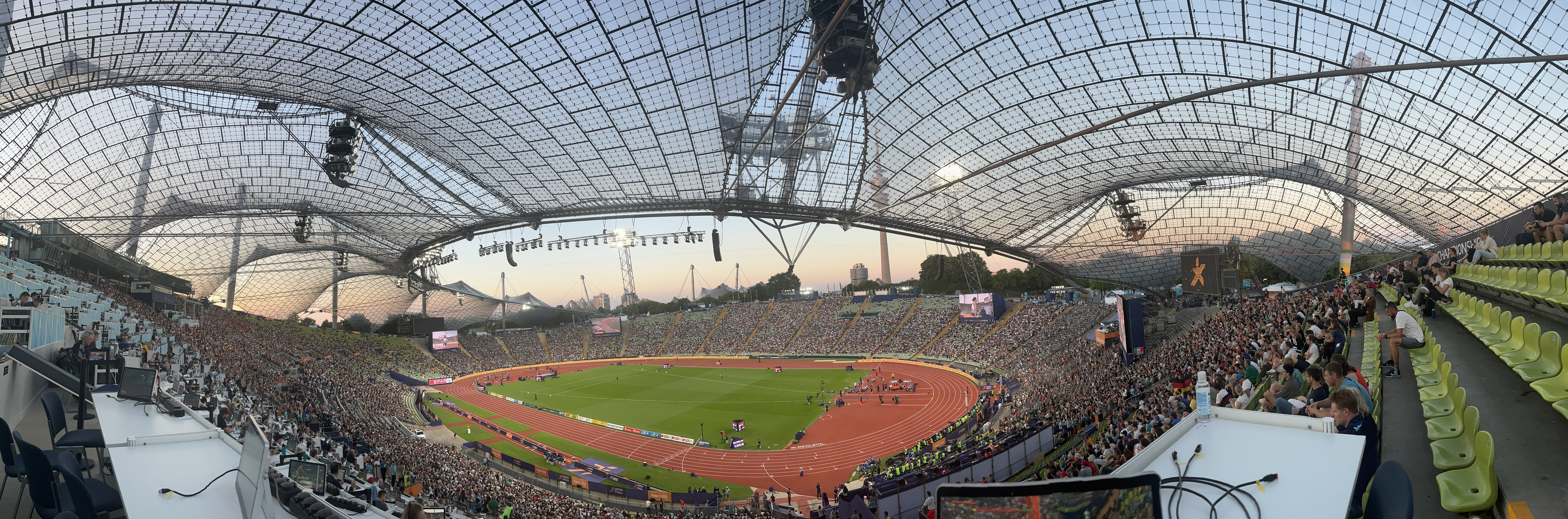
Das Olympiastadion in München während der Europameisterschaften 2022

Der Hammerwurf der Frauen bei den Leichtathletik-Europameisterschaften 2022 wurde am 16. und 17. August 2022 im Olympiastadion der deutschen Stadt München ausgetragen.
Europameisterin wurde die Rumänin Bianca Ghelber, frühere Bianca Perie. Sie gewann vor der Polin Ewa Różańska. Bronze ging an die Italienerin Sara Fantini.

## Bestehende Rekorde
| Weltrekord           | 82,98 m | Anita Włodarczyk | Warschau, Polen        | 28. August 2016 |
| Europarekord         | 82,98 m | Anita Włodarczyk | Warschau, Polen        | 28. August 2016 |
| Meisterschaftsrekord | 78,94 m | Anita Włodarczyk | EM Berlin, Deutschland | 12. August 2018 |

Der bestehende EM-Rekord wurde bei diesen Europameisterschaften nicht erreicht. Die größte Weite erzielte die im Finale viertplatzierte Hanna Skydan aus Aserbaidschan in der Qualifikation mit 74,57 m, womit sie 4,37 Meter unter dem Rekord blieb. Zum Welt- und Europarekord fehlten ihr 8,41 m.

## Legende
Kurze Übersicht zur Bedeutung der Symbolik – so üblicherweise auch in sonstigen Veröffentlichungen verwendet:
| NM  | keine Weite (no mark) |
| ogV | ohne gültigen Versuch |
| –   | verzichtet            |
| x   | ungültig              |

## Qualifikation
26 Teilnehmerinnen traten in zwei Gruppen zur Qualifikationsrunde an. Zwei von ihnen (hellblau unterlegt) übertrafen die Qualifikationsweite für den direkten Finaleinzug von 72,50 m. Damit war die Mindestzahl von zwölf Finalteilnehmerinnen nicht erreicht. Das Finalfeld wurde mit den zehn nächstplatzierten Sportlerinnen (hellgrün unterlegt) auf zwölf Werferinnen aufgefüllt. So reichten für die Finalteilnahme schließlich 67,68 m.

### Gruppe A

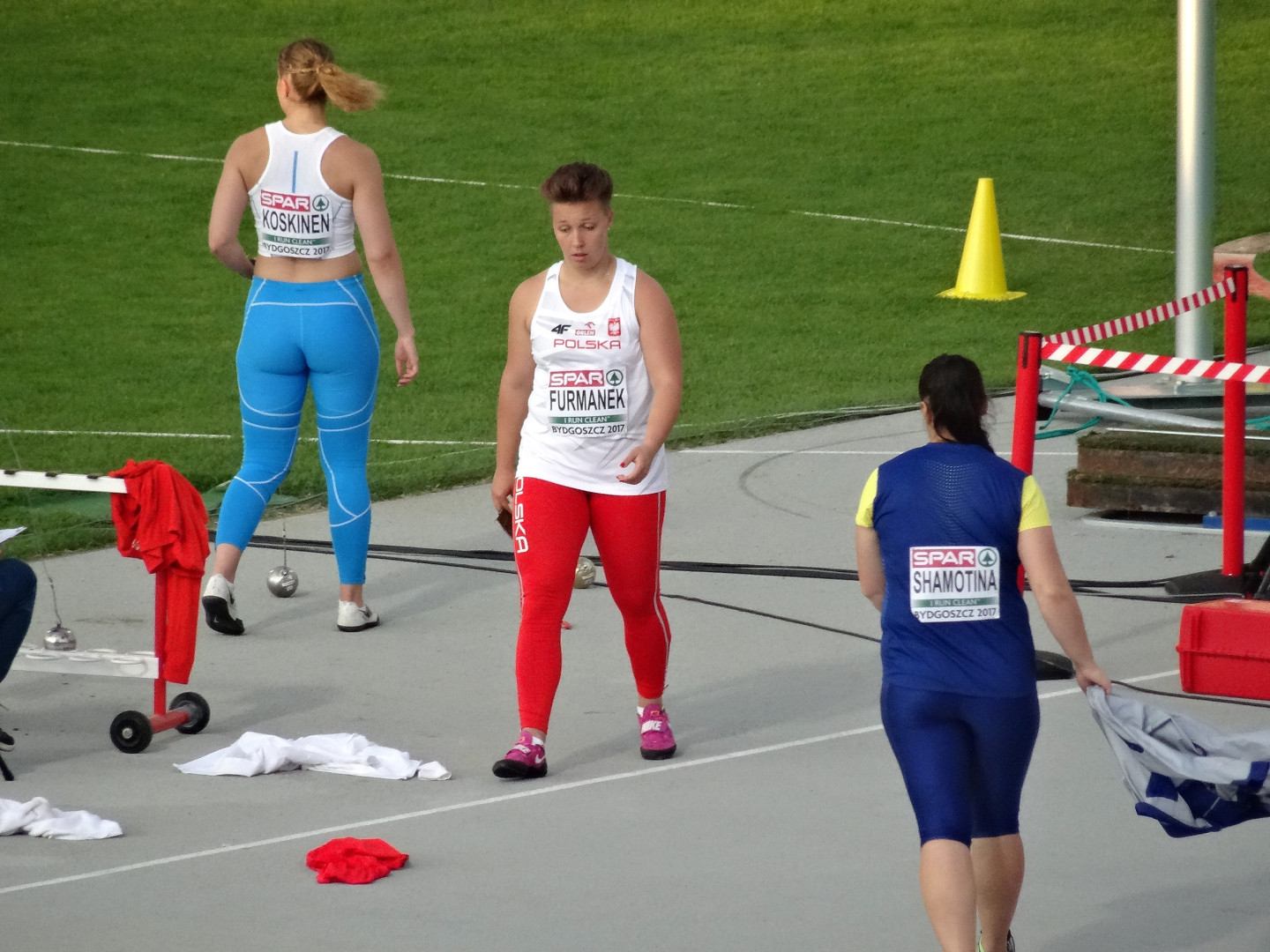
Katarzyna Furmanek (rote Hose) – ausgeschieden mit 67,62 m
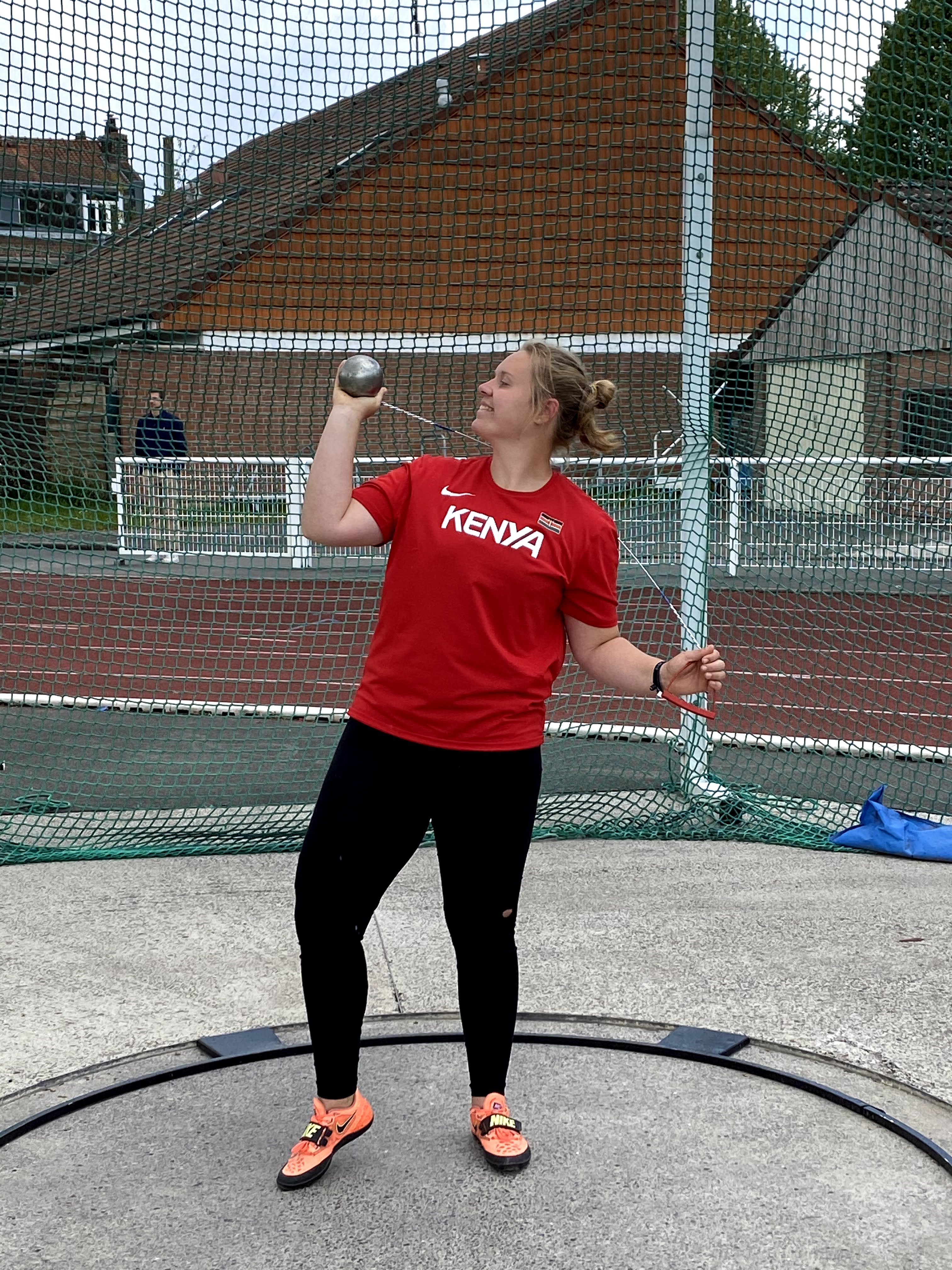
Vanessa Sterckendries – ausgeschieden mit 66,95 m
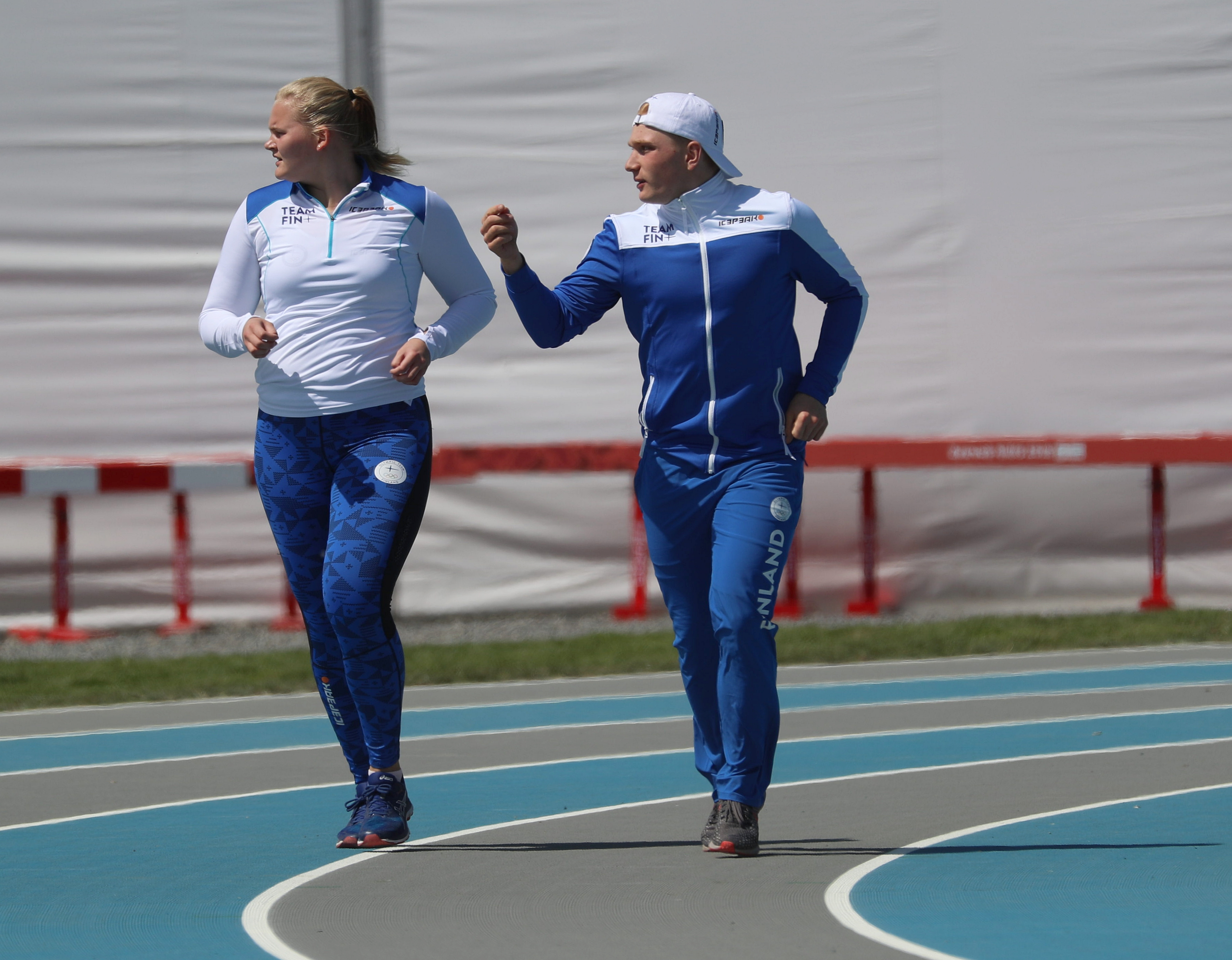
Sara Killinen – ohne gültigen Versuch

16. August 2022, 12:20 Uhr MESZ
| Platz | Name                  | Nation         | Resultat (m) | 1. Versuch (m) | 2. Versuch (m) | 3. Versuch (m) |
| 1     | Hanna Skydan          | Aserbaidschan  | 74,57        | 70,18          | 74,57          | –              |
| 2     | Sara Fantini          | Italien        | 73,70        | 73,70          | –              | –              |
| 3     | Alexandra Tavernier   | Frankreich     | 68,99        | 68,85          | 68,99          | 67,41          |
| 4     | Grete Ahlberg         | Schweden       | 68,73        | 66,47          | 68,73          | 65,62          |
| 5     | Réka Gyurátz          | Ungarn         | 68,63        | 68,63          | 65,96          | x              |
| 6     | Katrine Koch Jacobsen | Dänemark       | 68,26        | x              | 68,25          | 68,26          |
| 7     | Silja Kosonen         | Finnland       | 68,25        | 66,62          | 63,86          | 68,25          |
| 8     | Iryna Klymez          | Ukraine        | 67,87        |                | 67,87          |                |
| 9     | Katarzyna Furmanek    | Polen          | 67,62        | 64,85          | 67,62          | x              |
| 10    | Samantha Borutta      | Deutschland    | 67,40        |                | 67,40          |                |
| 11    | Vanessa Sterckendries | Belgien        | 66,95        | 56,56          | x              | 66,95          |
| NM    | Sara Killinen         | Finnland       | ogV          | x              | x              | x              |
| NM    | Charlotte Payne       | Großbritannien | ogV          | x              | x              | x              |

### Gruppe B

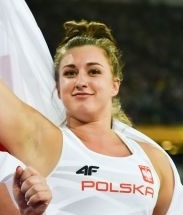
Malwina Kopron blieb ohne gültigen Wurf

16. August 2022, 13:46 Uhr MESZ
| Platz | Name                    | Nation         | Resultat (m) | 1. Versuch (m) | 2. Versuch (m) | 3. Versuch (m) |
| 1     | Bianca Ghelber          | Rumänien       | 71,27        | 70,24          | 71,27          | 69,31          |
| 2     | Ewa Różańska            | Polen          | 68,26        | 65,48          | 68,26          | x              |
| 3     | Krista Tervo            | Finnland       | 67,80        | 65,76          | 67,80          | x              |
| 4     | Kıvılcım Kaya           | Türkei         | 67,68        | 66,24          | 66,87          | 67,68          |
| 5     | Laura Redondo           | Spanien        | 67,62        | 64,07          | 67,55          | 67,62          |
| 6     | Zalina Marghieva        | Moldau         | 67,15        | 67,15          | 65,31          | x              |
| 7     | Stamatia Skarvelis      | Griechenland   | 67,13        | 67,13          | x              | 65,42          |
| 8     | Beatrice Nedberge Llano | Norwegen       | 66,32        | x              | 66,32          | x              |
| 9     | Rose Loga               | Frankreich     | 66,27        | 66,27          | x              | x              |
| 10    | Veronika Kaňuchová      | Slowakei       | 65,33        | 65,33          | 61,96          | x              |
| 11    | Jessica Mayho           | Großbritannien | 63,90        | x              | 63,90          | 62,25          |
| NM    | Malwina Kopron          | Polen          | ogV          | x              | x              | x              |
| NM    | Anna Purchase           | Großbritannien | ogV          | x              | x              | x              |

## Finale
17. August 2022, 21:02 Uhr MESZ
| Platz | Name                  | Nation        | Resultat (m) | 1. Versuch (m) | 2. Versuch (m) | 3. Versuch (m) | 4. Versuch (m)                              | 5. Versuch (m)                              | 6. Versuch (m)                              |
| 1     | Bianca Ghelber        | Rumänien      | 72,72        | 72,22          | 72,06          | 71,22          | 71,36                                       | 71,75                                       | 72,72                                       |
| 2     | Ewa Różańska          | Polen         | 72,12        | 71,63          | 70,92          | 71,03          | x                                           | x                                           | 72,12                                       |
| 3     | Sara Fantini          | Italien       | 71,58        | 71,51          | x              | 69,84          | x                                           | x                                           | 71,58                                       |
| 4     | Hanna Skydan          | Aserbaidschan | 70,88        | 64,08          | 68,79          | 70,88          | x                                           | x                                           | 69,04                                       |
| 5     | Silja Kosonen         | Finnland      | 69,45        | 68,81          | x              | 69,27          | 68,55                                       | x                                           | 69,45                                       |
| 6     | Iryna Klymez          | Ukraine       | 69,18        | 68,72          | x              | 68,57          | x                                           | 69,18                                       | 67,92                                       |
| 7     | Réka Gyurátz          | Ungarn        | 69,02        | 68,16          | 66,97          | 69,02          | 68,69                                       | 69.01                                       | x                                           |
| 8     | Krista Tervo          | Finnland      | 67,85        | x              | 67,85          | 67,46          | 67,25                                       | x                                           | x                                           |
| 9     | Grete Ahlberg         | Schweden      | 67,29        | 66,74          | 67,29          | x              | nicht im Finale der besten acht Werferinnen | nicht im Finale der besten acht Werferinnen | nicht im Finale der besten acht Werferinnen |
| 10    | Katrine Koch Jacobsen | Dänemark      | 67,06        | 65,25          | x              | 67,06          | nicht im Finale der besten acht Werferinnen | nicht im Finale der besten acht Werferinnen | nicht im Finale der besten acht Werferinnen |
| 11    | Kıvılcım Kaya         | Türkei        | 67,04        | 67,04          | 66,83          | 64,41          | nicht im Finale der besten acht Werferinnen | nicht im Finale der besten acht Werferinnen | nicht im Finale der besten acht Werferinnen |
| 12    | Alexandra Tavernier   | Frankreich    | 66,60        | 66,60          | x              | 65,19          | nicht im Finale der besten acht Werferinnen | nicht im Finale der besten acht Werferinnen | nicht im Finale der besten acht Werferinnen |

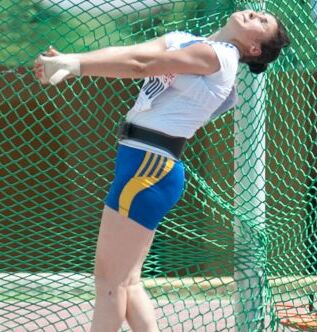
Europameisterin wurde Bianca Ghelber, frühere Bianca Perie

Der Wettbewerb hatte nicht die ganz große Klasse vergangener Jahre. Eine neue Generation von Hammerwerferinnen trat hier an, die noch nicht an die Qualität früherer Athletinnen herankam. Die größte Weite erzielte die Aserbaidschanerin Hanna Skydan zum falschen Zeitpunkt: in der Qualifikation und nicht im Finale, in dem sie den medaillenlosen vierten Rang belegte.
Drei Werferinnen übertrafen in Runde eins die Weite von siebzig Metern. Es führte die Rumänin Bianca Ghelber mit 72,22 m. Zweite war die Polin Ewa Różańska, die auf 71,83 m gekommen war. Den Bronzeplatz nahm die Italienerin Sara Fantini mit 71,51 m ein.
Im weiteren Verlauf gelang außer den drei Führenden nur noch einer Athletin ein Wurf jenseits von siebzig Metern. Skydan erzielte im dritten Durchgang 70,88 m. Ghelber, Różańska und Fantini konnten sich weiter steigern. Ghelber hatte sechs gültige Versuche, die alle weiter waren als siebzig Meter. Różańska hatte in ihrer Serie zwei ungültige Würfe, ansonsten übertraf auch sie in jeder Runde die 70-Meter-Marke. Fantini verbesserte ihre Weite noch um sieben Zentimeter.
Die Reihenfolge der drei Medaillengewinnerinnen blieb nach jedem Durchgang unverändert, ihre größten Weiten gelangen den Dreien jeweils mit ihren letzten Würfen. So wurde Bianca Ghelber neue Europameisterin mit 72,72 m, Silber gewann Ewa Różańska mit 72,12 m. Sara Fantini sicherte sich Bronze mit 71,58 m. Rang vier belegte die Qualifikationsbeste Hanna Skydan.

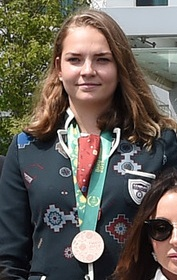
Die im Finale viertplatzierte Hanna Skydan hatte in der Qualifikation die größte Weite im gesamten Wettbewerb erzielt
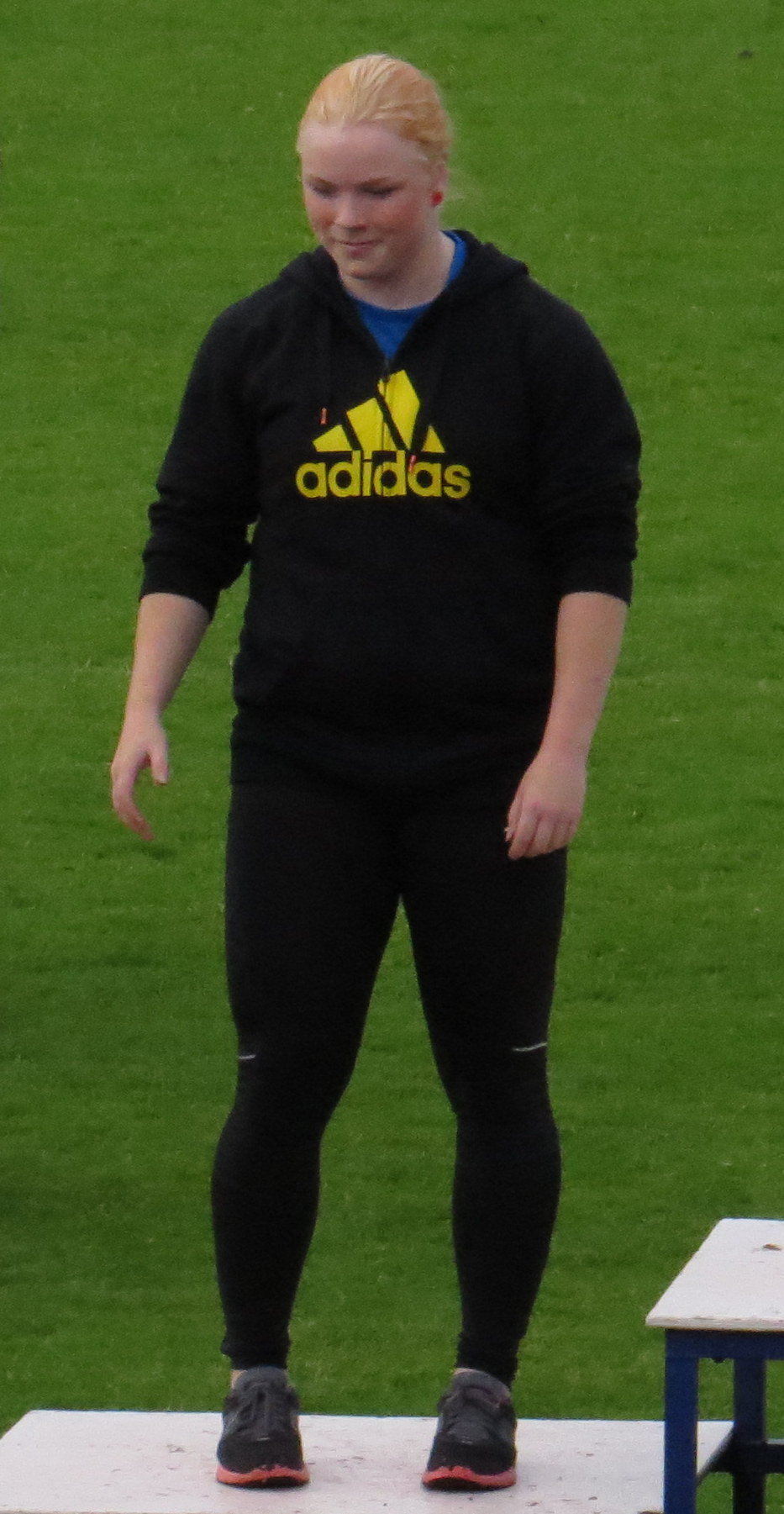
Krista Tervo erreichte Platz acht
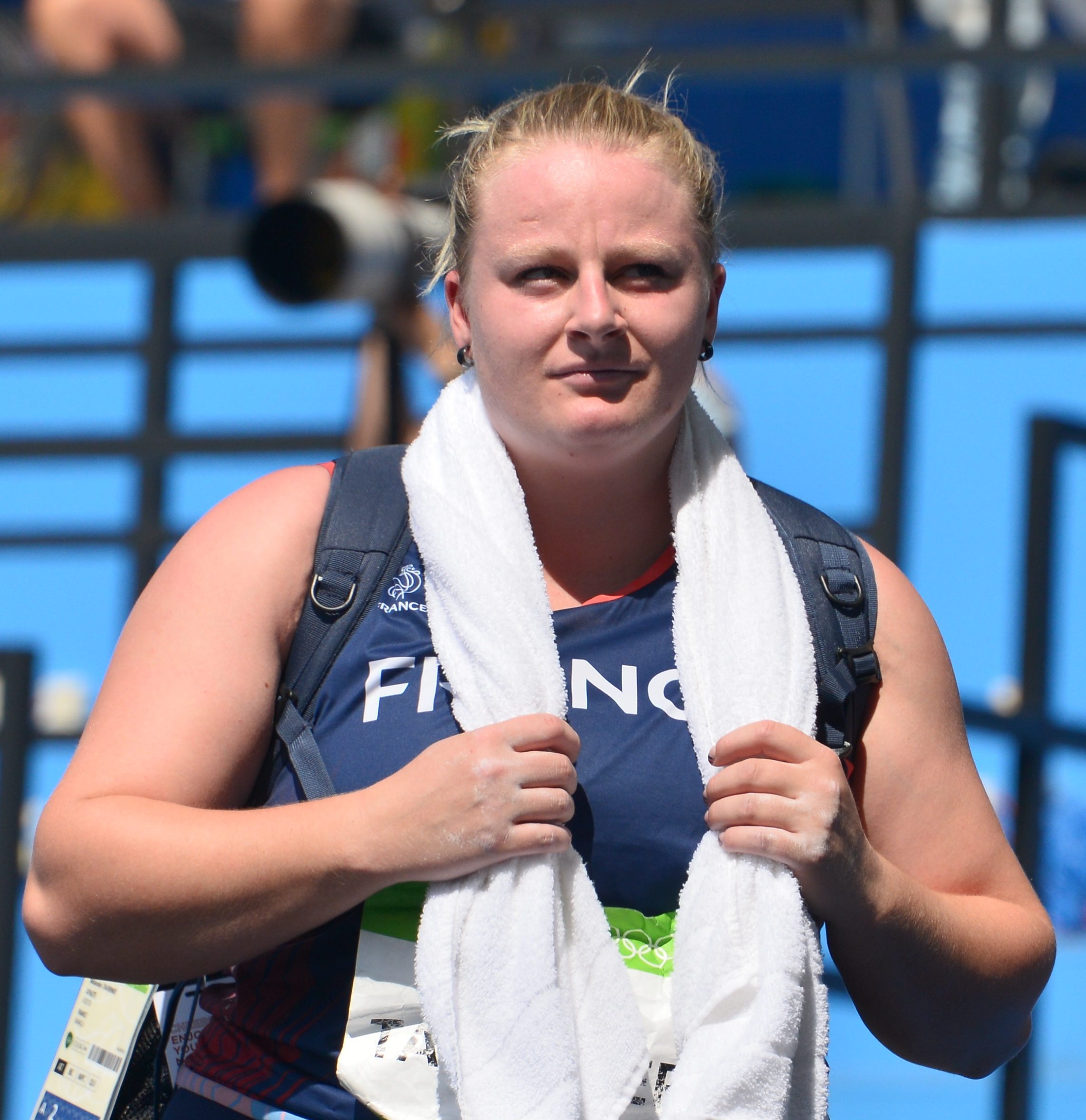
Alexandra Tavernier belegte Rang zwölf

## Videolink
- Bianca Ghelber Romania European Champion Hammer throw München 2022, youtube.com, abgerufen am 17. Oktober 2022